# Adel Amrouche
Pour les articles homonymes, voir Amrouche.
 (décembre 2015).
Si vous disposez d'ouvrages ou d'articles de référence ou si vous connaissez des sites web de qualité traitant du thème abordé ici, merci de compléter l'article en donnant les références utiles à sa vérifiabilité et en les liant à la section « Notes et références ».
Adel Amrouche est un footballeur algérien né le 7 mars 1968 à Kouba. Il évoluait au poste de milieu défensif, devenu par la suite entraîneur.

## Biographie
Consultant sportif à la télévision, Adel Amrouche commente et analyse les matches de la Coupe d'Afrique et des matches de la Ligue des champions de l'UEFA.
Diplômé de l'Institut supérieur des sciences et de la technologie du sport,  Adel Amrouche possède une licence UEFA Pro (Union royale belge des sociétés de football association).

## Carrière

### Joueur
- 1983-1985 :  CR Belouizdad[1]
- 1985-1988 :  JS Kabylie
- 1988-1990 :  OMR El Anasser
- 1990-1991 :  Union sportive de la médina d'Alger
- 1991-1992 :  OMR El Anasser
- 1992-1993 :  Favoritner AC
- 1994-1995 :  RAA louviéroise
- 1995 :  RAEC Mons
- 1995-1996 :  Termonde
- 1996 :  SK Lombeek-Liedekerke

### Entraîneur
- 1995-1996 :  FCA Brussels (directeur technique)[4],[5]
- 1996-2002 :  Royale Union Saint-Gilloise (directeur technique)
- 2002-2004 :  DC Motema Pembe
- 2004 :  Guinée équatoriale
- 2004-2005 :  Gençlerbirliği SK
- 2005 :  Volyn Lutsk (directeur technique)
- 2005-2006 :  DC Motema Pembe
- 2006-2007| R.U Saint-Gilloise (directeur technique)
- 2007-2012 :  Burundi
- Fév. 2013-août 2014 :  Kenya
- Jui. 2016-août 2016 :  USM Alger[6]
- Mai 2018-oct. 2018 :  Libye[7]
- Oct. 2018 :  MC Alger[8]
- 2019 - 2022 :  Botswana
- 2022 - 2023 :  Yémen
- 2023 - 2024 :  Tanzanie
- 2025 - :  Rwanda